# Faust (film 2002)
Faust (niem. Faust – Im Sog des Seelen-Fängers/Soul Catcher) – wysokobudżetowy włosko–francusko–niemiecki film pornograficzny z 2002 roku, inspirowany dramatem Tragiczna historia doktora Fausta Christophera Marlowe’a i twórczością Johanna Goethego. Film opowiada o związku dobra ze złem w różnych epokach. Reżyserem produkcji jest Mario Salieri.

## Fabuła
Film obejmuje pięć epok i zaczyna się w 1358 roku w Niemczech. Wojownik Faust Pietro, po stoczonych wielu walkach, przechodzi na dobrą stronę. Ożenił się z Margarete. Jednak Faust obiecał swą duszę diabłu, który nie pochwalał małżeństwa. Diabeł prowadzi więc Fausta w przyszłość, aby pokazać mu skutki swoich działań.
Najpierw akcja przenosi się do roku 1961 i zakłada, że Niemcy wygrały II wojnę światową i zajęły Stany Zjednoczone. Przedsiębiorcy tacy jak producent filmowy Richard (Remigio Zampa) współpracują z nazistami. Richard ma związek z kochanką, a jego żona Kathy zaprzyjaźnia się z gwiazdą filmową Marilyn. Marilyn z kolei kocha Andrew, który jest przywódcą ruchu oporu. Richard dowiaduje się i używa go z pomocą diabła.
Następnie Richard opowiada historię o Odecie (Julia Taylor), która umożliwiłaby wcześniejsze lądowanie aliantów w czasie II wojny światowej. W tej epoce Odet jest żoną oficera SS (Philippe Dean). Generał (Alban Ceray) jest żonaty z Kamasu (Katsumi). Film kończy się apokaliptyczną zapowiedzią roku 2019 i jak wszystko zaczęło się w 33 n.e.